# Gran Premio di Francia 1999
Il Gran Premio di Francia 1999 è stato un Gran Premio di Formula 1 disputato il 27 giugno 1999 sul Circuito di Magny-Cours. La gara è stata vinta da Heinz-Harald Frentzen, su Jordan; secondo e terzo sono giunti rispettivamente Mika Häkkinen e Rubens Barrichello.

## Qualifiche

### Resoconto
I risultati delle qualifiche sono pesantemente condizionati dalla pioggia: diventa fondamentale scendere in pista in un momento in cui le condizioni del tracciato siano favorevoli. Ci riesce Barrichello, che conquista la sua seconda pole position in carriera davanti ad Alesi, cappottatosi durante le prove libere, Panis e Coulthard; seguono Frentzen, Michael Schumacher, Fisichella, Trulli, Herbert e Zonta. In difficoltà diversi piloti: Häkkinen è solo quattordicesimo, Irvine diciassettesimo; ben cinque piloti (Hill, Gené, Badoer, de la Rosa e Takagi) rimangono al di fuori della soglia minima di qualificazione (il 107% del tempo fatto segnare dal poleman), ma vengono ammessi alla gara date le condizioni eccezionali in cui si è svolta la sessione di qualifica. Per il paulista è la seconda partenza al palo dopo quella ottenuta nel Gran Premio del Belgio 1994, mentre la Ford non se l'aggiudicava dal Gran Premio del Giappone 1994.

### Risultati
| Pos | N  | Pilota                | Costruttore/Motore   | Giro     | Distacco |
| --- | -- | --------------------- | -------------------- | -------- | -------- |
| 1   | 16 | Rubens Barrichello    | Stewart - Ford       | 1'38"441 |          |
| 2   | 11 | Jean Alesi            | Sauber - Petronas    | 1'38"881 | +0"440   |
| 3   | 18 | Olivier Panis         | Prost - Peugeot      | 1'40"400 | +1"959   |
| 4   | 2  | David Coulthard       | McLaren - Mercedes   | 1'40"403 | +1"962   |
| 5   | 8  | Heinz-Harald Frentzen | Jordan - Mugen-Honda | 1'40"690 | +2"249   |
| 6   | 3  | Michael Schumacher    | Ferrari              | 1'41"127 | +2"686   |
| 7   | 9  | Giancarlo Fisichella  | Benetton - Playlife  | 1'41"825 | +3"384   |
| 8   | 19 | Jarno Trulli          | Prost - Peugeot      | 1'42"096 | +3"655   |
| 9   | 17 | Johnny Herbert        | Stewart - Ford       | 1'42"199 | +3"758   |
| 10  | 23 | Ricardo Zonta         | BAR - Supertec       | 1'42"228 | +3"787   |
| 11  | 12 | Pedro Diniz           | Sauber - Petronas    | 1'42"942 | +4"501   |
| 12  | 22 | Jacques Villeneuve    | BAR - Supertec       | 1'43"748 | +5"307   |
| 13  | 10 | Alexander Wurz        | Benetton - Playlife  | 1'44"319 | +5"878   |
| 14  | 1  | Mika Häkkinen         | McLaren - Mercedes   | 1'44"368 | +5"927   |
| 15  | 5  | Alessandro Zanardi    | Williams - Supertec  | 1'44"912 | +6"471   |
| 16  | 6  | Ralf Schumacher       | Williams - Supertec  | 1'45"189 | +6"748   |
| 17  | 4  | Eddie Irvine          | Ferrari              | 1'45"218 | +6"777   |
| 18  | 7  | Damon Hill            | Jordan - Mugen-Honda | 1'45"334 | +6"893   |
| 19  | 21 | Marc Gené             | Minardi - Ford       | 1'46"324 | +7"883   |
| 20  | 20 | Luca Badoer           | Minardi - Ford       | 1'46"784 | +8"343   |
| 21  | 14 | Pedro de la Rosa      | Arrows               | 1'48"215 | +9"774   |
| 22  | 15 | Toranosuke Takagi     | Arrows               | 1'48"322 | +9"881   |

## Gara

### Resoconto
La gara parte sotto la pioggia; al via Barrichello mantiene il comando della corsa, davanti ad Alesi e Coulthard; lo scozzese sopravanza quasi subito il pilota della Sauber, superando poi Barrichello nel corso della quinta tornata e portandosi al comando. Nel frattempo anche il suo compagno di squadra rimonta velocemente, risalendo fino alla sesta posizione, alle spalle di Michael Schumacher e Frentzen; al decimo giro il finlandese supera il pilota della Ferrari, proprio mentre Coulthard si ritira per un problema all'alternatore. Barrichello ritorna quindi al primo posto, davanti ad Alesi, Frentzen e Häkkinen; il finlandese continua nella sua rimonta, superando Frentzen al 14º passaggio ed Alesi al 19°.
La pioggia aumenta però notevolmente di intensità, causando diverse uscite di pista (tra cui quella di Alesi) e intorno al 25º passaggio la direzione gara decide di impiegare la safety car. La vettura di sicurezza si fa da parte dopo alcune tornate; la situazione rimane stabile fino al 38º giro, quando Häkkinen tenta di sorpassare Barrichello al tornante Adelaide: il brasiliano chiude la traiettoria e il pilota della McLaren finisce in testacoda, ripartendo in settima posizione. Due passaggi più tardi Michael Schumacher supera Frentzen, portandosi in seconda posizione: il pilota della Ferrari attacca quindi Barrichello, riuscendo a sopravanzarlo al 41º giro. La Ferrari del tedesco comincia però ad accusare noie elettriche, che lo rallentano e lo costringono ad un pit stop imprevisto attorno al 52º passaggio; torna così in testa Barrichello. Nel frattempo, Häkkinen recupera rapidamente terreno, sorpassando Frentzen nel corso della 57ª tornata; tre giri più tardi il finlandese supera anche Barrichello, conquistando il comando della corsa.
Sia Häkkinen che Barrichello devono però tornare ai box al 65º giro, per effettuare un secondo pit stop: passa così in testa Frentzen che, avendo risparmiato benzina durante il periodo di interruzione della gara, riesce ad arrivare al traguardo senza rifornire nuovamente. Il pilota tedesco ottiene così la seconda vittoria in carriera, dopo quella conquistata nel Gran Premio di San Marino 1997 con la Williams; secondo è Häkkinen, seguito da Barrichello, mentre Irvine, sesto dietro a Ralf Schumacher, negli ultimi giri, nel tentativo di far guadagnare terreno al suo compagno di squadra Michael Schumacher, ingaggia un duello con il pilota della Williams, cosa che però lo porterà a arrivare lungo all'ultima curva, perdendo terreno e permettendo a Ralf il sorpasso su Michael, ancora alle prese con problemi elettrici.

### Risultati
| Pos | N  | Pilota                | Costruttore/Motore   | Giri | Tempo/Ritiro       | Griglia | Punti |
| --- | -- | --------------------- | -------------------- | ---- | ------------------ | ------- | ----- |
| 1   | 8  | Heinz-Harald Frentzen | Jordan - Mugen-Honda | 72   | 1h58'24"343        | 5       | 10    |
| 2   | 1  | Mika Häkkinen         | McLaren - Mercedes   | 72   | +11"092            | 14      | 6     |
| 3   | 16 | Rubens Barrichello    | Stewart - Ford       | 72   | +43"432            | 1       | 4     |
| 4   | 6  | Ralf Schumacher       | Williams - Supertec  | 72   | +45"475            | 16      | 3     |
| 5   | 3  | Michael Schumacher    | Ferrari              | 72   | +47"881            | 6       | 2     |
| 6   | 4  | Eddie Irvine          | Ferrari              | 72   | +48"901            | 17      | 1     |
| 7   | 19 | Jarno Trulli          | Prost - Peugeot      | 72   | +57"771            | 8       |       |
| 8   | 18 | Olivier Panis         | Prost - Peugeot      | 72   | +58"531            | 3       |       |
| 9   | 23 | Ricardo Zonta         | BAR - Supertec       | 72   | +1'28"764          | 10      |       |
| 10  | 20 | Luca Badoer           | Minardi - Ford       | 71   | +1 giro            | 20      |       |
| 11  | 14 | Pedro de la Rosa      | Arrows               | 71   | +1 giro            | 21      |       |
| Rit | 9  | Giancarlo Fisichella  | Benetton - Playlife  | 42   | Testacoda          | 7       |       |
| Rit | 7  | Damon Hill            | Jordan - Mugen-Honda | 31   | Problema elettrico | 18      |       |
| Rit | 5  | Alessandro Zanardi    | Williams - Supertec  | 26   | Motore             | 15      |       |
| Rit | 22 | Jacques Villeneuve    | BAR - Supertec       | 25   | Testacoda          | 12      |       |
| Rit | 10 | Alexander Wurz        | Benetton - Playlife  | 25   | Testacoda          | 13      |       |
| Rit | 21 | Marc Gené             | Minardi - Ford       | 25   | Testacoda          | 19      |       |
| Rit | 11 | Jean Alesi            | Sauber - Petronas    | 24   | Testacoda          | 2       |       |
| Rit | 2  | David Coulthard       | McLaren - Mercedes   | 9    | Problema elettrico | 4       |       |
| Rit | 12 | Pedro Diniz           | Sauber - Petronas    | 6    | Trasmissione       | 11      |       |
| Rit | 17 | Johnny Herbert        | Stewart - Ford       | 4    | Cambio             | 9       |       |
| SQ  | 15 | Toranosuke Takagi     | Arrows               | 71   | Squalificato       | 22      |       |

## Classifiche

### Piloti
| Pos. | Pilota                | Punti |
| ---- | --------------------- | ----- |
| 1    | Mika Häkkinen         | 40    |
| 2    | Michael Schumacher    | 32    |
| 3    | Eddie Irvine          | 26    |
| 4    | Heinz-Harald Frentzen | 23    |
| 5    | Ralf Schumacher       | 15    |
| 6    | Giancarlo Fisichella  | 13    |
| 7    | David Coulthard       | 12    |
| 8    | Rubens Barrichello    | 10    |
| 9    | Damon Hill            | 3     |
| 10   | Johnny Herbert        | 2     |
| 11   | Olivier Panis         | 1     |
| 11   | Pedro de la Rosa      | 1     |
| 11   | Jean Alesi            | 1     |
| 11   | Jarno Trulli          | 1     |
| 11   | Alexander Wurz        | 1     |
| 11   | Pedro Diniz           | 1     |

### Costruttori
| Pos. | Team                 | Punti |
| ---- | -------------------- | ----- |
| 1    | Ferrari              | 58    |
| 2    | McLaren - Mercedes   | 52    |
| 3    | Jordan - Mugen-Honda | 26    |
| 4    | Williams - Supertec  | 15    |
| 5    | Benetton - Playlife  | 14    |
| 6    | Stewart - Ford       | 12    |
| 7    | Sauber - Petronas    | 2     |
| 7    | Prost - Peugeot      | 2     |
| 9    | Arrows               | 1     |

## Fonti
- Sito di The Official Formula 1, su formula1.com. URL consultato l'11 marzo 2009.
- Autosprint, Autosprint Extra - l'anno dei campioni, pagg.130-131